# Comuna Kirove, Orihiv
Kirove (în ucraineană Кірове) este o comună în raionul Orihiv, regiunea Zaporijjea, Ucraina, formată din satele Kirove (reședința) și Liubîmivka.

## Demografie
Componența lingvistică a comunei Kirove
     Ucraineană (92,26%)
     Rusă (6,9%)
     Alte limbi (0,16%)
Conform recensământului din 2001, majoritatea populației comunei Kirove era vorbitoare de ucraineană (92,26%), existând în minoritate și vorbitori de rusă (6,9%).